# Rushan (queijo)

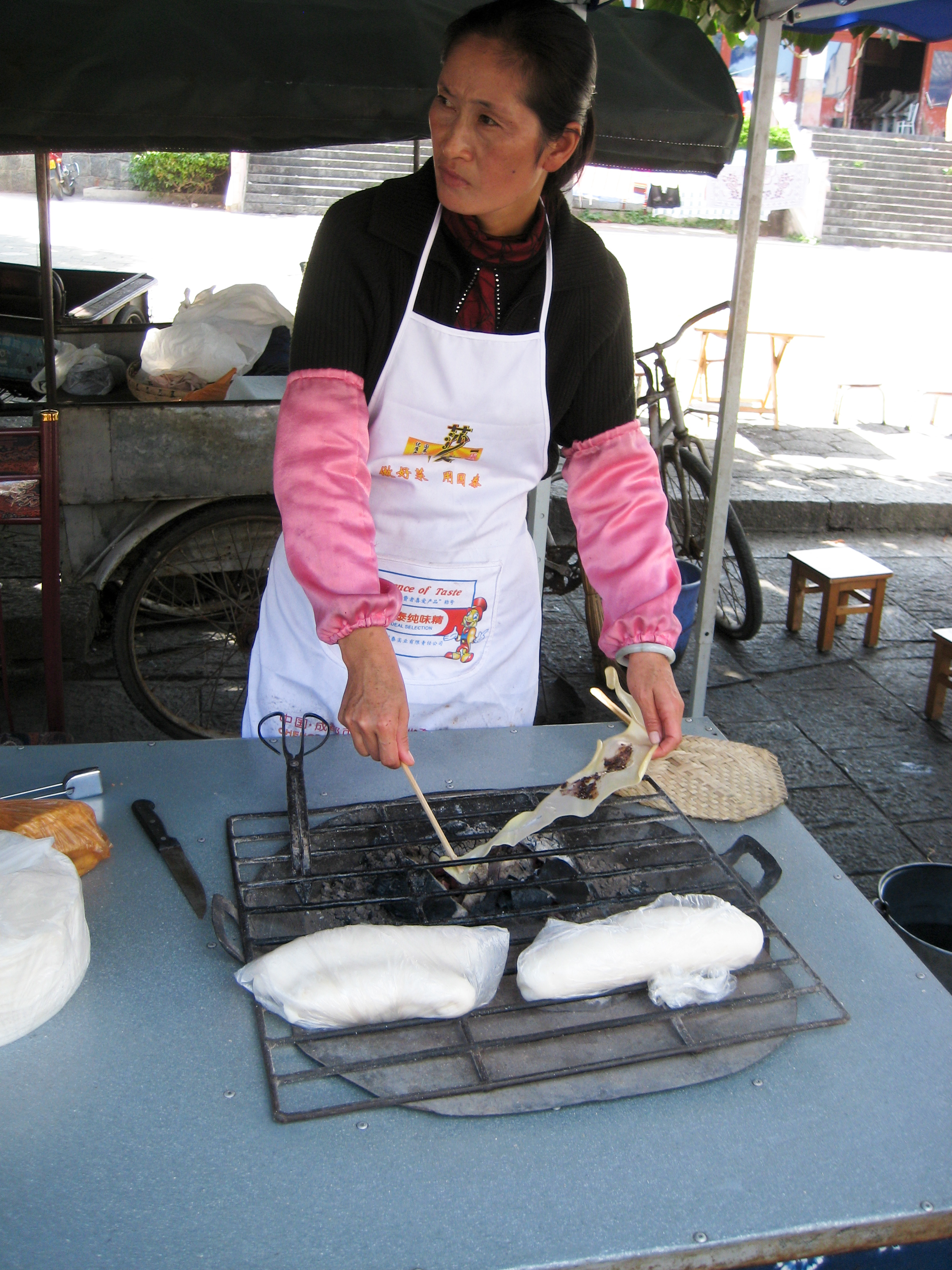
Rushan grelhado

Rushan (乳扇; pinyin: rǔshān) é um queijo de leite de vaca, da região de Yunnan, China. Tradicionalmente é feito pelo povo Bai, que o chama de nvxseiz, cuja etimologia ainda é incerta. Tem uma textura borrachóide. Pode ser servido frito ou grelhado, enrolado em um palito.
Quando servido grelhado (geralmente comida de rua), geralmente está disponível em vários sabores, que são condimentos passados no queijo, como um pirulito. Alguns dos mais populares incluem leite condensado, mel de pétalas de rosas, xarope de chocolate e conservas de frutas.